# 巢鼠屬
巢鼠屬是哺乳纲啮齿目鼠科的一属，是最小的一类啮齿动物之一，广泛分布于亚洲和欧洲。

## 特征
巢鼠屬物种体重一般为10克左右，体长40～80毫米。巢鼠体小灵活，善于攀援。主要以植物性食物为主，偶尔捕食昆虫。

## 分类
本属过去被认为是单型属，目前一般认为包含巢鼠（Micromys minutus）和红耳巢鼠（Micromys erythrotis）两个现生种。
- Micromys bendai van de Weerd, 1979
- 红耳巢鼠 Micromys erythrotis
- 巢鼠 Micromys minutus (Pallas, 1771)
- Micromys steffensi van de Weerd, 1979